# Bizzarrini P 538
Der Bizzarrini P 538 ist ein ab 1965 hergestellter offener Rennsportwagen des italienischen Automobilherstellers Bizzarrini, der das straßentaugliche Coupé Bizzarrini GT 5300 ergänzte. Bis zur Insolvenz Bizzarrinis Ende 1968 wurden nur sehr wenige P 538 fertiggestellt; auch im Rennsport erschien das Auto wider Erwarten nur vereinzelt und erzielte keine Erfolge. In späteren Jahren entstanden allerdings zahlreiche Nachbauten mit teilweise zweifelhaftem Hintergrund. Nicht alle Detailfragen im Zusammenhang mit dem P 538 sind geklärt; um seine Geschichte ranken sich einige Legenden. Ein Exemplar des P 538 bildet die Grundlage für den Bizzarrini Manta, ein von Giorgio Giugiaro entworfenes Show Car aus dem Jahr 1968. Im Sommer 2009 wurde die Modellbezeichnung für einen neuen Mittelmotorsportwagen genutzt, der nichts mit Bizzarrini zu tun hatte und ein Einzelstück blieb.

## Entstehungsgeschichte

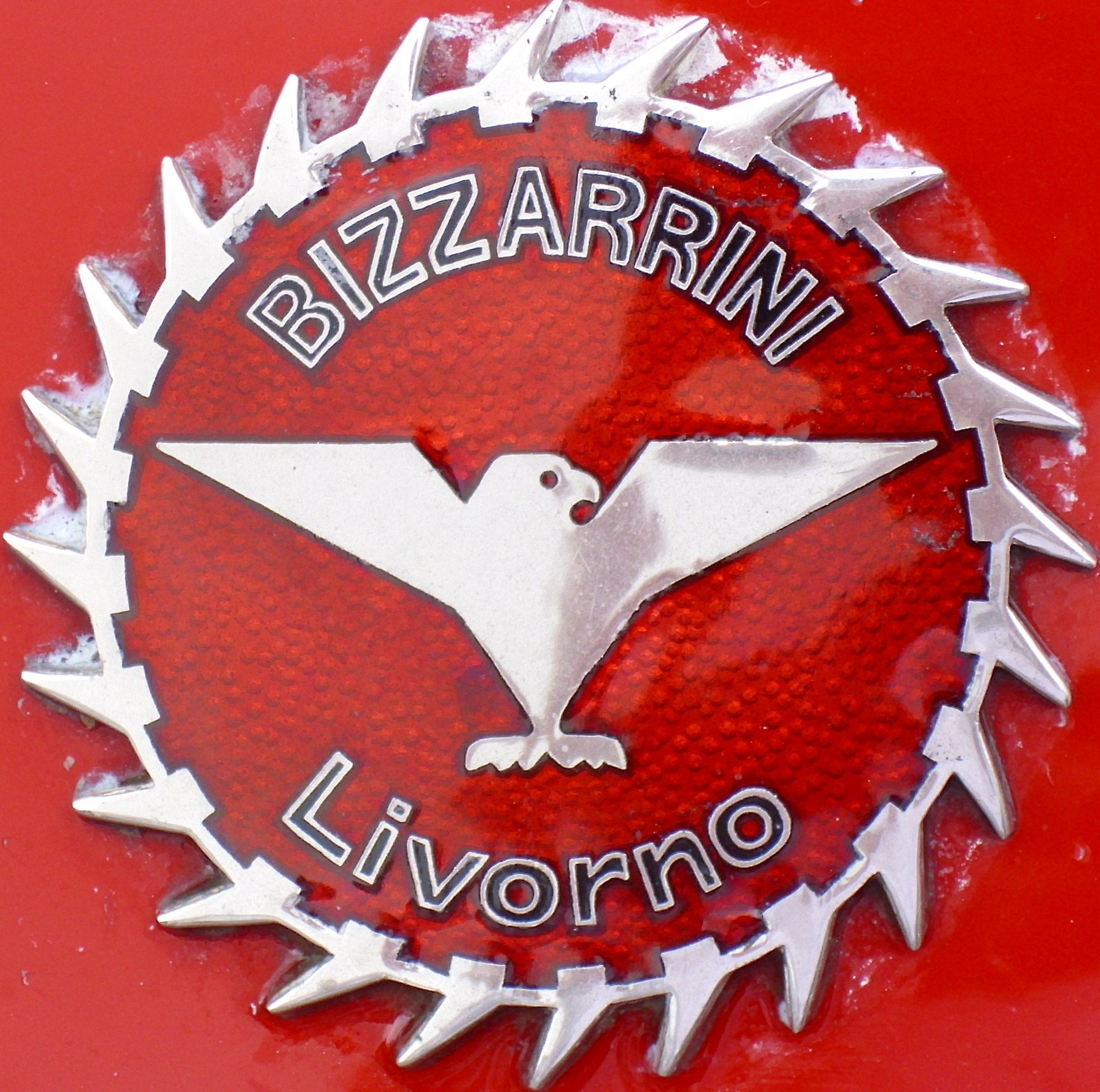
Bizzarrini: Sportwagenhersteller aus Livorno

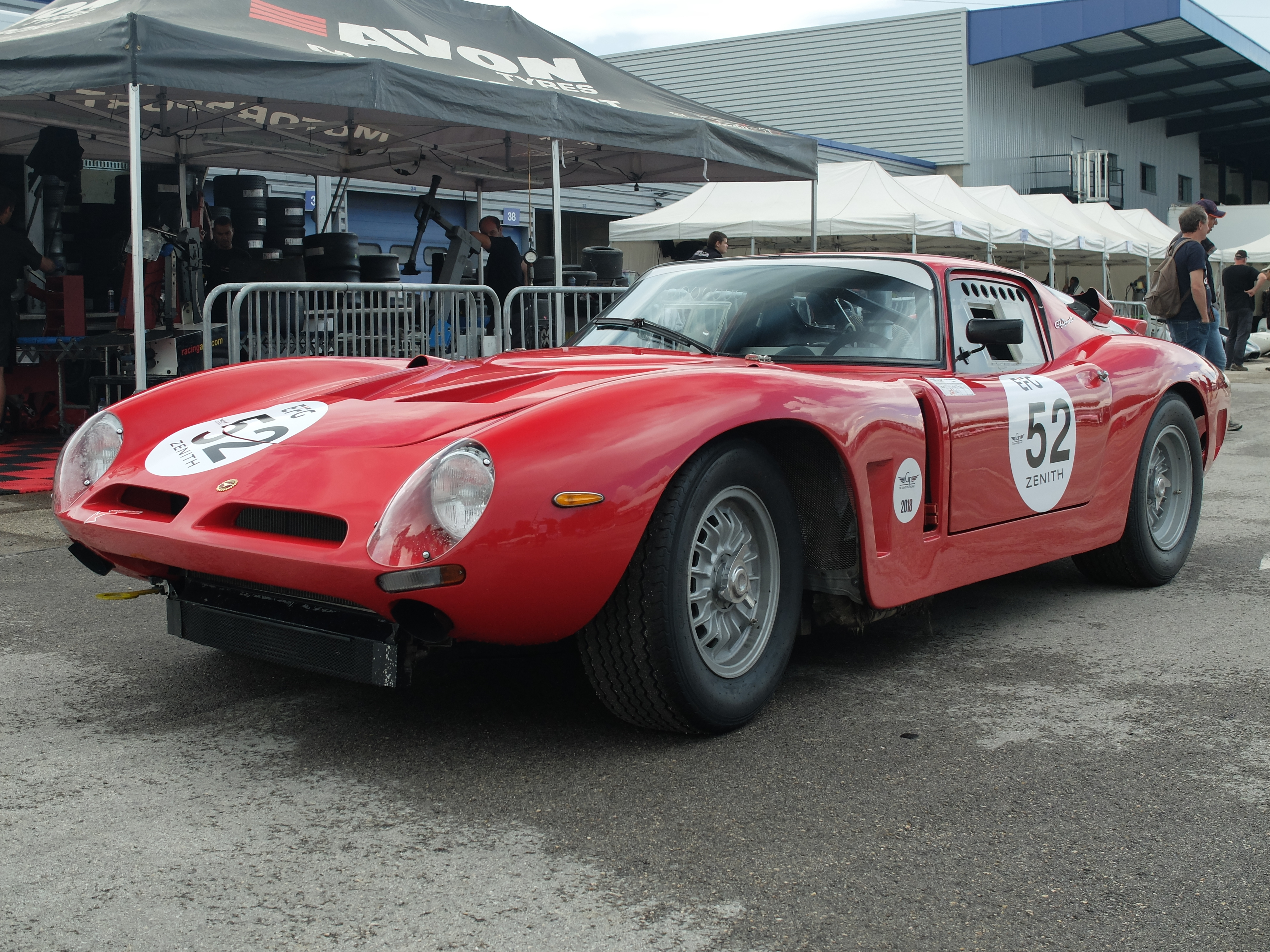
Bizzarrinis erstes Modell: der straßentaugliche GT 5300

Der 1926 in Livorno geborene Ingenieur Giotto Bizzarrini arbeitete seit 1957 einige Jahre als Konstrukteur für Ferrari. Zu seinen erfolgreichsten Entwicklungen dieser Zeit gehört der Ferrari 250 GTO. Nachdem er sich im Rahmen der als „Palastrevolution“ bekannt gewordenen Auseinandersetzung mit einigen anderen Ingenieuren von Ferrari getrennt hatte, war Bizzarrini jeweils kurzfristig für A.T.S. und Lamborghini tätig, bevor er für Iso Rivolta den Gran Turismo Rivolta IR 300 und den Sportwagen Grifo konstruierte. Von der Straßenversion des Grifo leitete Bizzarrini zunächst die Rennsportversion Grifo A3/C ab, die er nach der Trennung von Renzo Rivolta ab 1965 unter eigener Marke geringfügig abgewandelt als Bizzarrini GT 5300 produzierte. Der GT 5300, der wie der reguläre Grifo mit einem US-amerikanischen Achtzylindermotor ausgestattet war, war straßentauglich, kam aber auch bei Wettbewerben zum Einsatz. 
Um die junge Marke Bizzarrini international bekannt zu machen, entwickelte Giotto Bizzarrini ab 1965 den P 538, der werbewirksam bei Rennsportveranstaltungen eingesetzt werden sollte. Der P 538 war ein reines Rennauto. Unklar ist, welche Rolle der US-amerikanische Rennfahrer Mike Gammino bei der Entstehung des P 538 spielte. Gammino, der beim 12-Stunden-Rennen von Sebring 1965 einen Iso Grifo A3/C eingesetzt hatte, war mit der Idee, sich für 1966 einen eigenständigen Rennwagen von Ferrari konstruieren zu lassen, erfolglos geblieben und hatte sich daraufhin an Giotto Bizzarrini gewandt. Einige Quellen gehen davon aus, dass Bizzarrini unmittelbar auf Gamminos Auftrag hin mit der Entwicklung des P 538 begann. Nach anderen Quellen hatte Bizzarrini den P 538 bereits als Achtzylinder-Fahrzeug konzipiert, bevor Gammino zu dem Projekt hinzukam. Unstreitig ist jedenfalls, dass Bizzarrini über Gammino Zugriff auf Lamborghini-Zwölfzylinder erhielt. Gammino kaufte über Giampaolo Dallara, den seinerzeitigen technischen Direktor Lamborghinis, und ohne Wissen des Inhabers Ferruccio Lamborghini zwei V12-Blöcke, von denen er mindestens einen an Bizzarrini weitergab. Giotto Bizzarrini sah darin die Möglichkeit, seinen ehemaligen Arbeitgeber Ferrari mit gleichwertigem Material zu begegnen. Der besondere Reiz der Zwölfzylinderversion lag darin, dass hier erstmals ein Auto der Marke Bizzarrini mit Bizzarrini-Motor ausgestattet war, denn Ferruccio Lamborghini hatte die Konstruktion des Zwölfzylinder-V-Motors, der seit 1964 seine Grand Tourer 350 GT und 400 GT antrieb, bei Giotto Bizzarrini in Auftrag gegeben.
Giotto Bizzarrini leitete einen Großteil der Finanzmittel seines Unternehmens in die Entwicklung des P 538. Sie war ein wesentlicher Grund für die wirtschaftliche Schieflage, an der Bizzarrini spätestens 1967 litt.
Die Produktion des P 538 endete mit der Insolvenz von Automobili Bizzarrini im Herbst 1968. Bis dahin waren einschließlich des Prototyps fünf Fahrzeuge hergestellt worden. Salvatore Diomante übernahm im Insolvenzverfahren die meisten Werkzeuge, Ersatzteile und Formen und fertigte in seinem Betrieb Autocostruzioni S.D. in den Folgejahren einige weitere P 538, die teilweise auf Originalkomponenten basierten. Wie viele Nachbauten entstanden, ist unklar.

## Modellbezeichnung
Die Modellbezeichnung nimmt Bezug auf den hinter das Cockpit versetzten Motor (P für Posteriore) sowie den Hubraum (auf 5,3 Liter abgerundet) und die Zylinderzahl (acht) des zunächst vorgesehenen Motors, eines Achtzylinders von Chevrolet. Diese Bezeichnung behielt Bizzarrini auch für die Zwölfzylinderversion bei.

## Modellbeschreibung

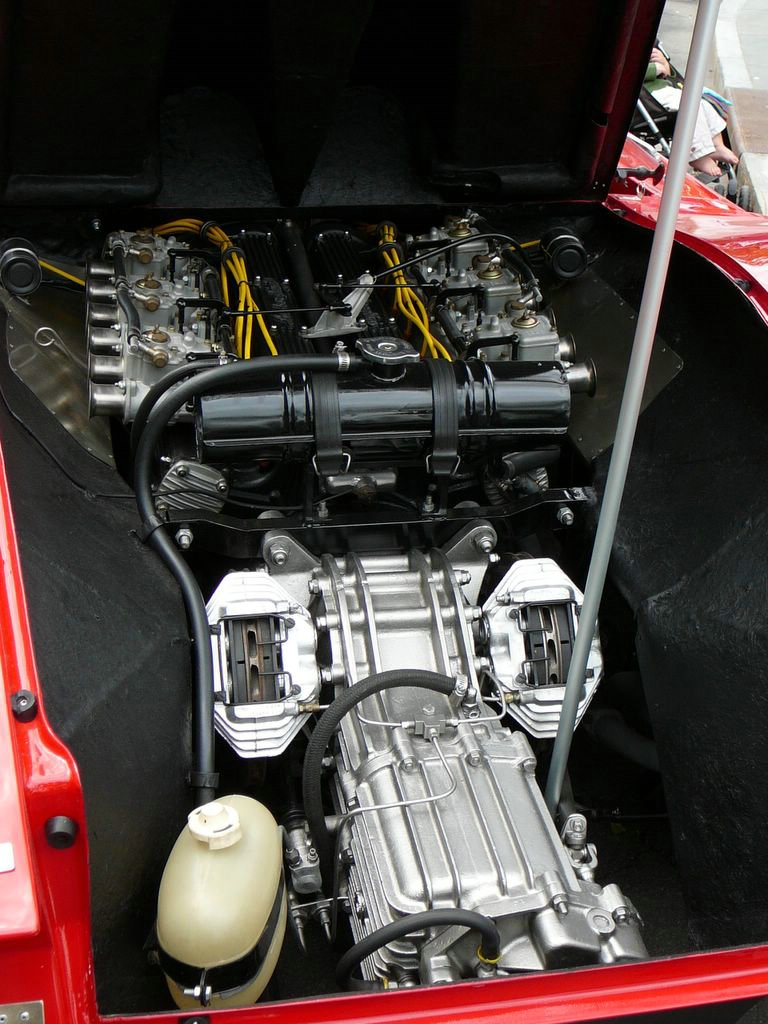
Lamborghinis V12-Motor im P 538, Chassis 002

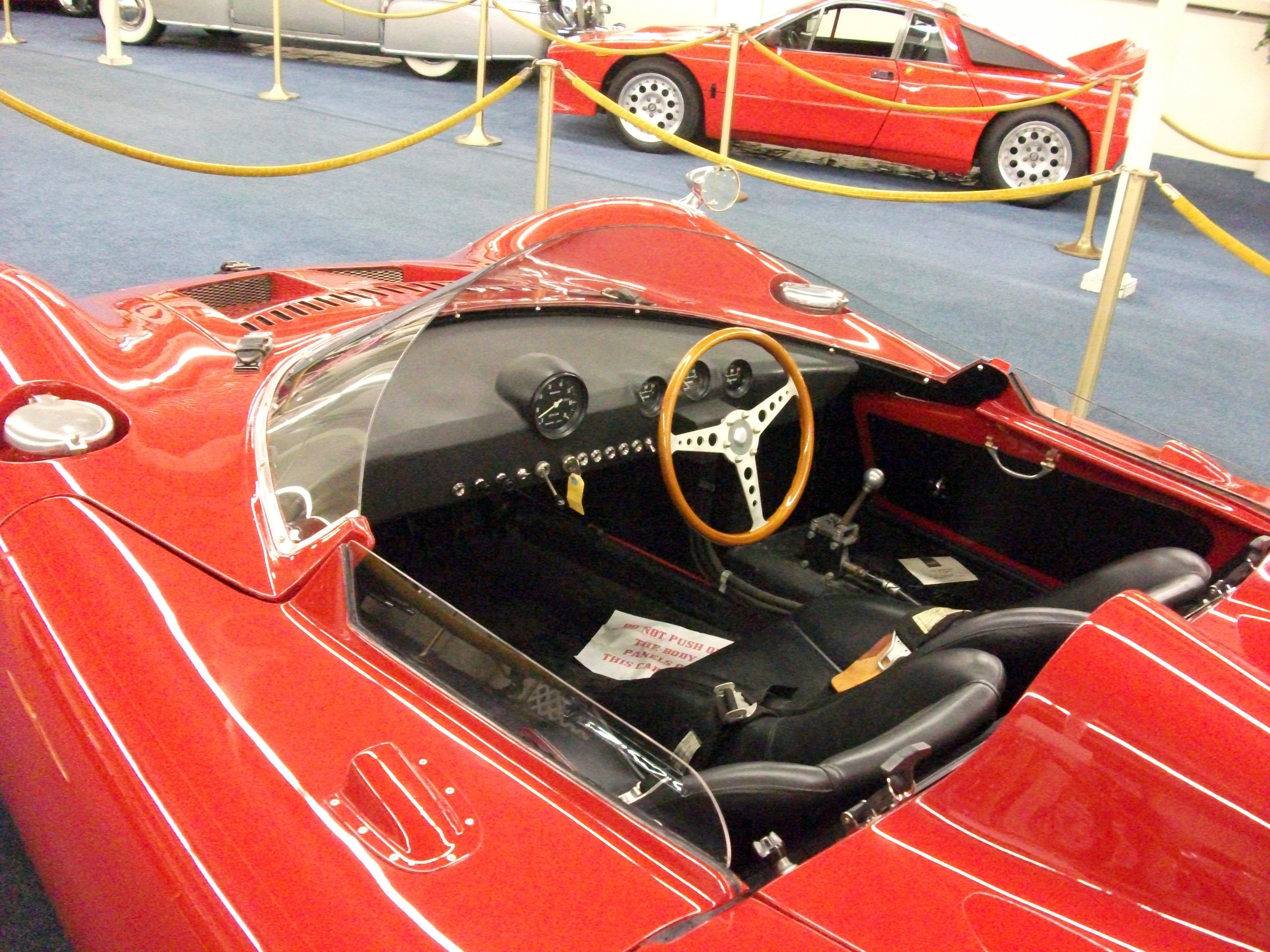
Fast mittig positionierte Lenksäule

Die konstruktiven Einzelheiten des P 538 weichen vom Bizzarrini GT 5300 deutlich ab; abgesehen von einer (teilweise) übereinstimmenden Antriebseinheit bestehen keine Gemeinsamkeiten.

### Fahrwerk und Rahmen
Der P 538 ist als Mittelmotorauto für den Renneinsatz konzipiert. Das Auto hat einen von Giotto Bizzarrini entworfenen Rohrrahmen, der die Karosserie trägt und in dem zugleich das Kühlwasser zirkuliert. Alle vier Räder sind einzeln aufgehängt. Beim Prototyp und beim ersten Produktionsfahrzeug (Chassis 001) haben die Rohre einen rechteckigen, bei den späteren Modellen hingegen einen runden Querschnitt. Vorne werden doppelte Querlenker verwendet, hinten parallele Schwingen. Die belüfteten, innenliegenden Bremsen kommen von Porsche.

### Motor
Als Antriebsquelle kommen alternativ zwei unterschiedliche Motoren zum Einsatz.
- Die wohl ursprünglich vorgesehene Motorisierung ist ein 5358 cm³ (327 Kubikzoll) großer Achtzylindermotor von Chevrolet, der serienmäßig auch im Corvette C2 verwendet wird. Mit vier Doppelvergasern wie im Bizzarrini GT 5300 leistet der Motor 420 PS (331 kW).[12]

- Daneben wurden Zwölfzylindermotoren von Lamborghini eingebaut. Bizzarrini nutzte in zwei Fällen die 4,0 Liter (3929 cm³) große Version des Motors, die im Lamborghini 400 GT zum Einsatz kam. Für den P 538 überarbeitete Bizzarrini die Nockenwellen, außerdem wurden Ein- und Auslasskanäle poliert. Zugleich hob Bizzarrini die Verdichtung an und installierte sechs Weber-Fallstromvergaser. Dadurch erhöhte sich die Motorleistung gegenüber der serienmäßigen Version um 100 PS auf 420 PS (331 kW).[13]

- Einer Quelle zufolge soll 1967 ein Chassis versuchsweise mit einem älteren, 3,5 Liter großen Lamborghini-Motor aus dem 350 GT ausgerüstet worden sein. Es soll die Grundlage für einen in den 1970er-Jahren entstandenen Nachbau des P 538 (Nr. 002) gewesen sein.[6]

### Karosserie
Die Karosserie hatte Giotto Bizzarrini selbst entworfen. Es ist ein sehr flacher, offener Aufbau im Barchetta-Stil mit niedriger Windschutzscheibe. Zeitgenössische Kritiker verglichen den flachen Aufbau mit einer „kauernden Eidechse“ („a hunkered-down lizard“). Hinter den Sitzen sind zwei tropfenförmig verkleidete Kopfstützen angebracht. Bei den Chassis 002 und 003 installierte Bizzarrini außerdem einen angedeuteten Überrollbügel hinter dem Fahrer. Die Frontpartie mit den markanten, waagerechten Lufteinlässen greift ein ähnliches Gestaltungsmerkmal des GT 5300 auf. Der P 538 ist zwar formal ein Zweisitzer. Der Fahrer sitzt aber nahezu mitten im Auto; die Lenksäule ist nur um 7 cm aus der Mitte verschoben.
Der Aufbau besteht bei allen Serienfahrzeugen aus Kunststoff. Wie schon im Fall des GT 5300 ließ Bizzarrini die Karosserie bei dem Bootsbauer Vincenzo Catarsi herstellen. Fahrgestell und Karosserie wurden abwechselnd bei Neri e Bonacini und bei BBM in Modena zusammengefügt, während Bizzarrini oder Autocostruzioni S.D. in Livorno schließlich die letzten Detailarbeiten ausführten.

## Die Originalfahrzeuge
Der Produktionsumfang des P 538 ist nicht gesichert. Die meisten Quellen gehen davon aus, dass Automobili Bizzarrini bis zur Insolvenz 1968 einen Prototyp und vier Serienfahrzeuge komplettierte. Ein Chassis erhielt im Laufe der Zeit drei unterschiedliche Karosserien.

### Der Prototyp
Der Prototyp des P 538 wurde 1965 fertiggestellt. Er hat als einziges Fahrzeug der Baureihe eine Karosserie aus Aluminiumblechen. Als Antrieb dient ein Achtzylindermotor von Chevrolet. Der Verbleib des Autos war lange unklar. 1997 verkaufte Giotto Bizzarrini einen Wagen, der angeblich der Prototyp des P 538 war, an einen Sammler.

### Chassis 001

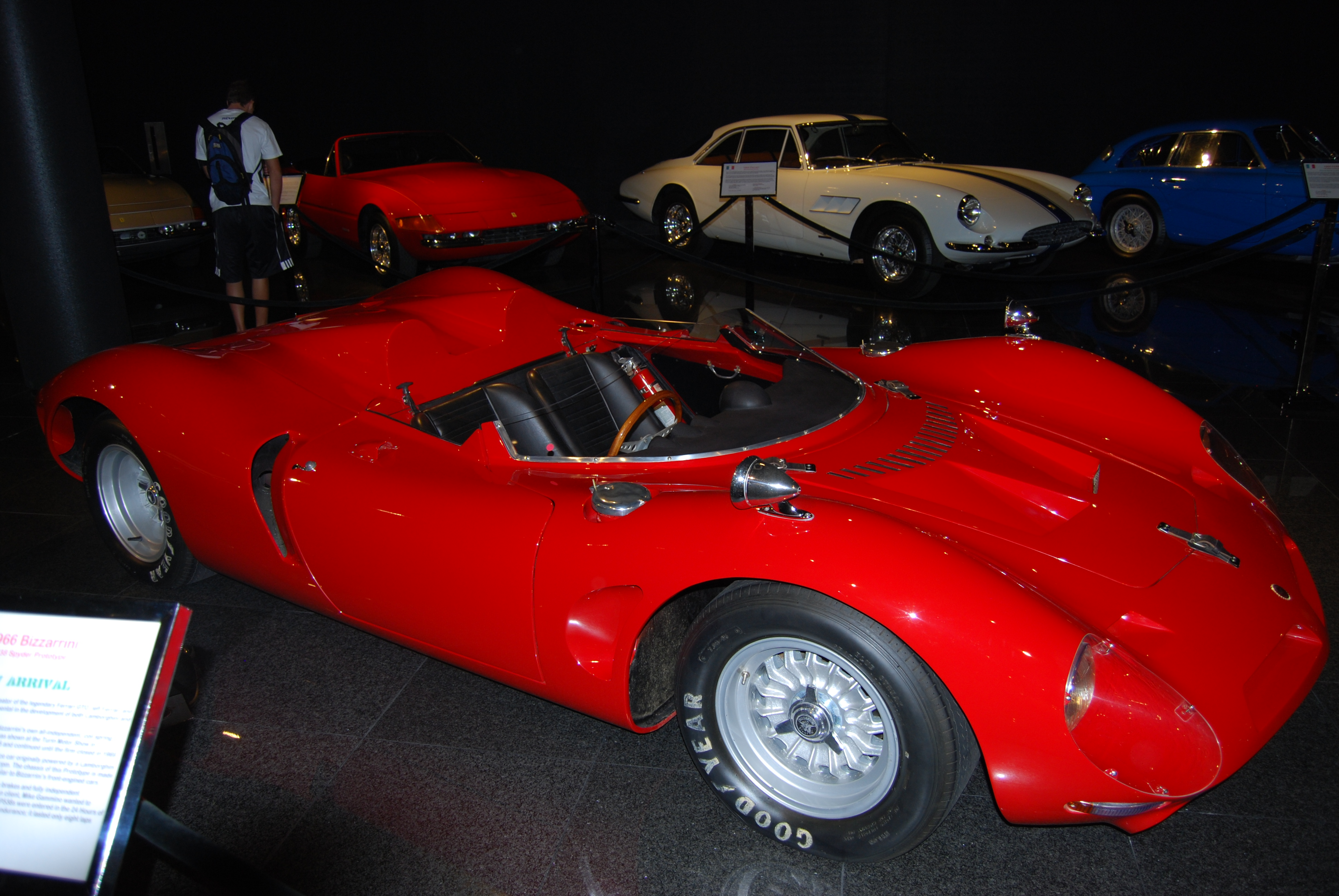
Wieder aufgebautes Chassis 001

Das erste Serienexemplar des P 538 wird in der Literatur üblicherweise als 001 bezeichnet, trug aber werksseitig keine Fahrgestellnummer. Es hatte den Zwölfzylindermotor von Lamborghini. Das Auto wurde Anfang 1966 fertiggestellt und sollte im Laufe des Frühjahrs an Mike Gammino in die USA geliefert werden, wo es an den Rennen im Canadian-American Challenge Cup (CanAm) teilnehmen sollte. Vor der Auslieferung führte Edgar Berney, ein Schweizer Rennfahrer, der in enger Verbindung zu Giotto Bizzarrini stand, im Februar 1966 eine Probefahrt auf einem Kurs in Castiglioncello durch. Berney verunglückte infolge Aquaplanings und beschädigte das Auto schwer. Der einsatzbereite Motor blieb erhalten und im Chassis 002 erneut verwendet. Der 001 wurde zunächst nicht wieder aufgebaut. 
Im Verlauf der Insolvenz Bizzarrinis wurden Reste des von Berney beschädigten Wagens an einen Schweizer Sammler verkauft. Das insgesamt unvollständige Paket bestand zu dieser Zeit nur noch aus wenigen Rahmen- und Karosserieteilen; Fahrwerkteile und der Motor waren nicht dabei. Es wird angenommen, dass Bizzarrini viele der Teile des 001, soweit sie nicht zerstört waren, für den Aufbau des Chassis 002 nutzte. Die Überreste des 001 gingen in den folgenden Jahren durch verschiedene Hände, bevor ein US-amerikanischer Investor den Wagen 1988 unter Verwendung zahlreicher Fremdteile wieder aufbauen ließ. Er hat mittlerweile einen 327er Chevrolet-Motor. Zuletzt wurde er 1992 in Hongkong versteigert.

### Chassis 002

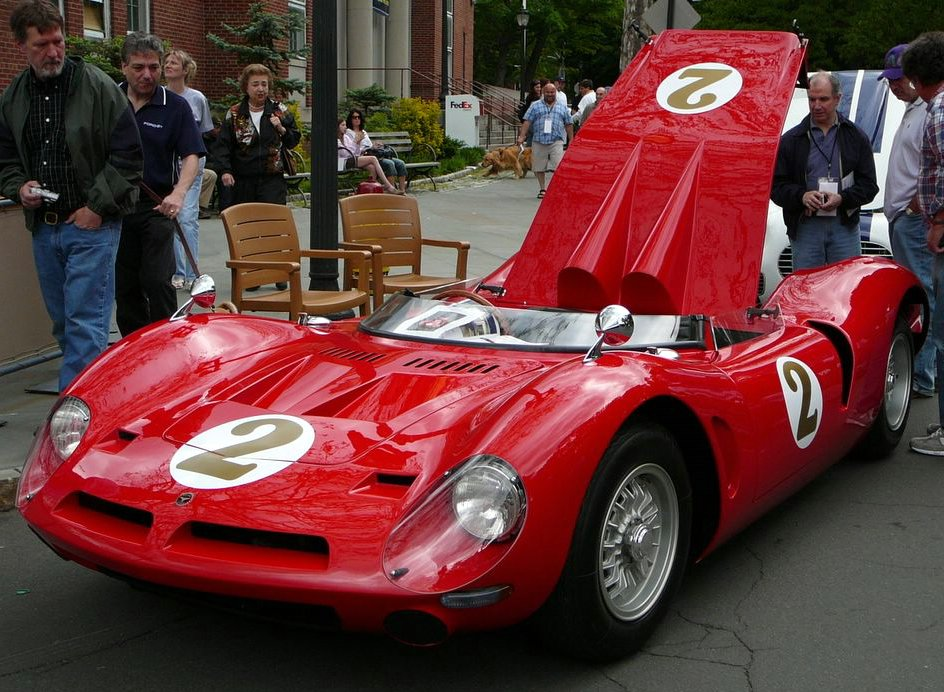
Chassis 002

Das zweite Chassis des P 538 wurde – wahrscheinlich unter Verwendung zahlreicher Komponenten des zuvor verunglückten 001 – ab Februar 1966 neu aufgebaut. Der 002 war wie der 001 von Beginn an für den Einsatz des Lamborghini-Zwölfzylinders vorgesehen. Nach anfänglichen Planungen sollte der 002 im Werk verbleiben und zusammen mit dem dritten Chassis (003) für das Team Automobili Bizzarrini beim 24-Stunden-Rennen von Le Mans 1966 an den Start gehen. Da Gammino allerdings auf kurzfristigem Ersatz für den zerstörten 001 bestand, lieferte Bizzarrini das Auto in hellblauer Lackierung noch vor dem Rennen in Le Mans an Gammino aus. Gammino nahm mit ihm in der Folgezeit nur an einem einzigen amerikanischen Rennen teil. Danach gab er seine aktive Rennfahrerkarriere auf. 
Der 002 ging in den 1970er-Jahren an einen Geschäftspartner Gamminos. Nach mehreren US-amerikanischen Eigentümern, die das Auto lediglich lagerten, ließ es ein Käufer 1984 restaurieren. Das Auto stand in den 1990er-Jahren in den USA, wo es mehrfach bei Klassikerausstellungen wie dem Pebble Beach Concours d’Elegance gezeigt wurde.

### Chassis 003
Der dritte P 538 hatte unterschiedliche Karosserien.

#### 1966: Offener Rennwagen
Die ursprüngliche Version des 003 wurde von April bis Juni 1966 aufgebaut. Der Wagen blieb zunächst im Werk und diente Automobili Bizzarrini im Sommer 1966 als Einsatzfahrzeug bei zwei Motorsportveranstaltungen. Anders als die Exemplare 001 und 002 war der 003 von Beginn an mit dem 5,3 Liter großen Achtzylindermotor von Chevrolet ausgestattet. Die Karosserie entsprach zunächst vollständig der des 001. Automobili Bizzarrini meldete den Wagen zum 24-Stunden-Rennen von Le Mans 1966 und zu einem Rennen in Mugello. In keinem Fall sah der Wagen das Ziel.

#### 1967: Geschlossene Version
Anfang 1967 stattete Bizzarrini den 003 mit einem festen Dach aus Kunststoff aus. Außerdem war die Windschutzscheibe vergrößert. Die Modifikationen waren der Versuch, den 003 dem geänderten Reglement für die Sportwagen-Weltmeisterschaft 1967 anzupassen. Der Wagen bestand aber die technische Abnahme nicht. Der Versuch, das Auto in dieser Version zu verkaufen, gelang nicht. Das niedrige Fahrzeug war jedoch der Ideengeber für den ebenfalls geschlossenen P 538 Duca D´Aosta, der 1968 auf dem vierten Fahrgestell entstand.

#### 1968: Bizzarrini Manta

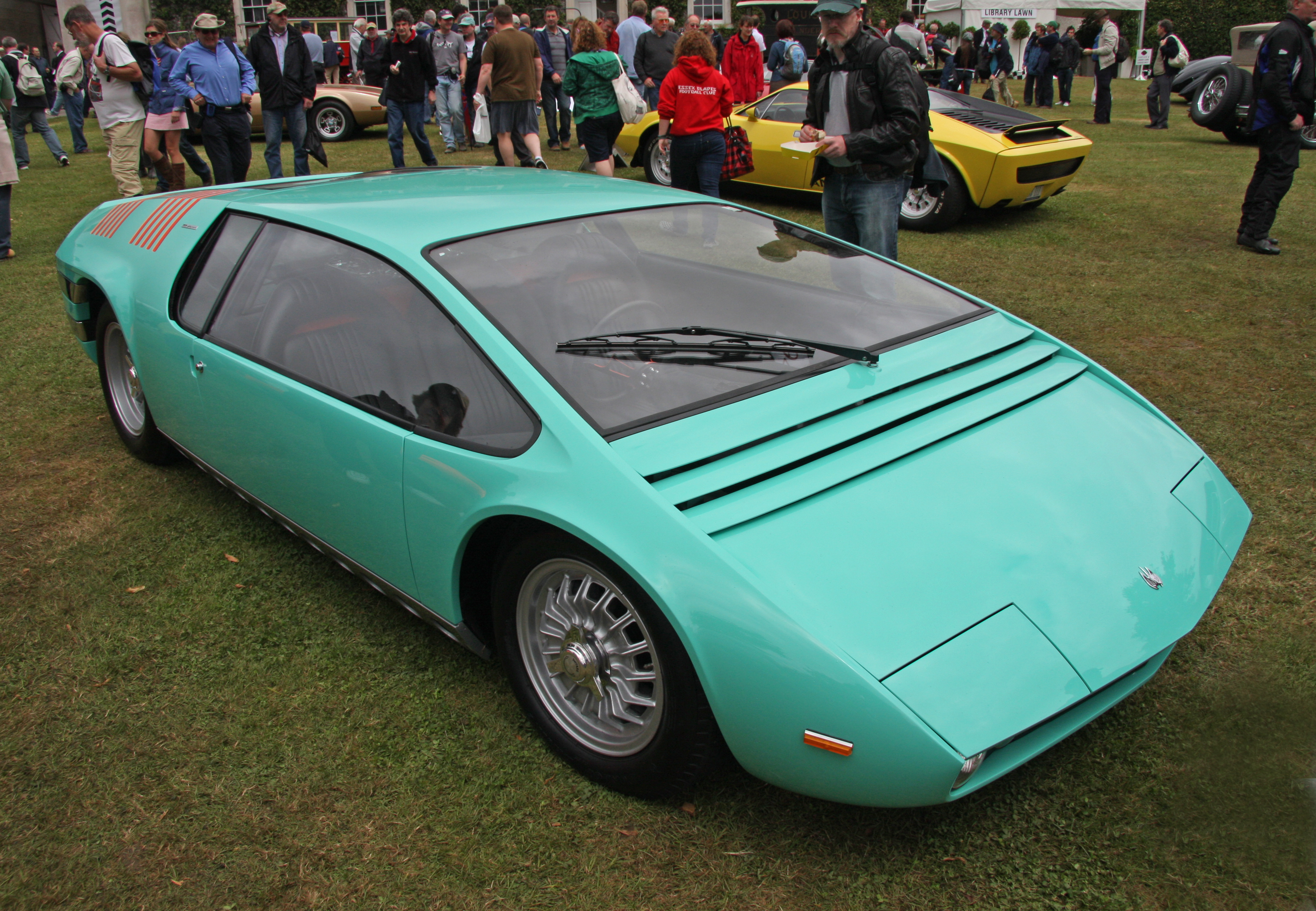
Bizzarrini Manta

Der Darstellung Giorgio Giugiaros und den meisten Veröffentlichungen folgend, übernahm Giugiaro im Frühjahr 1968 das Chassis 003, um auf seiner Grundlage ein neues Show Car zu gestalten. Im Laufe des Jahres entstand ein flacher, umfangreich verglaster Sportwagen, der im Oktober 1968 auf dem Turiner Autosalon in nicht fahrbereitem Zustand der Öffentlichkeit vorgestellt wurde. Das Fahrzeug erhielt die Bezeichnung Bizzarrini Manta. Es war das erste Auto, das Giugiaro nach Gründung seines Unternehmens Italdesign präsentierte. Die Verbindung zwischen dem Manta und dem Bizzarrini P 538 wird allerdings teilweise angezweifelt. Einige Autoren sehen erhebliche technische Unterschiede zwischen dem P-538-Chassis und dem fahrbereiten Manta und sind deshalb der Auffassung, dass der Manta nicht auf dem P-538-Chassis beruhen könne. Giugiaro habe das Auto lediglich als Bizzarrini deklariert, um einen zugkräftigen Namen für sein erstes eigenes Show Car zu haben. 
Der Manta existiert noch. Nachdem er jahrelang verschollen war, ging er über italienische und schwedische Hände letztlich in das Eigentum eines US-amerikanischen Sammlers über, der den Wagen zu Beginn der 2000er-Jahre restaurieren ließ und ihn in Pebble Beach ausstellte. Das Design des Manta war einflussreich; es bestimmte die Gestaltung zahlreicher Mittelmotorsportwagen der 1970er- und 1980er-Jahre.

### Chassis 004: Der P 538Duca D’Aosta

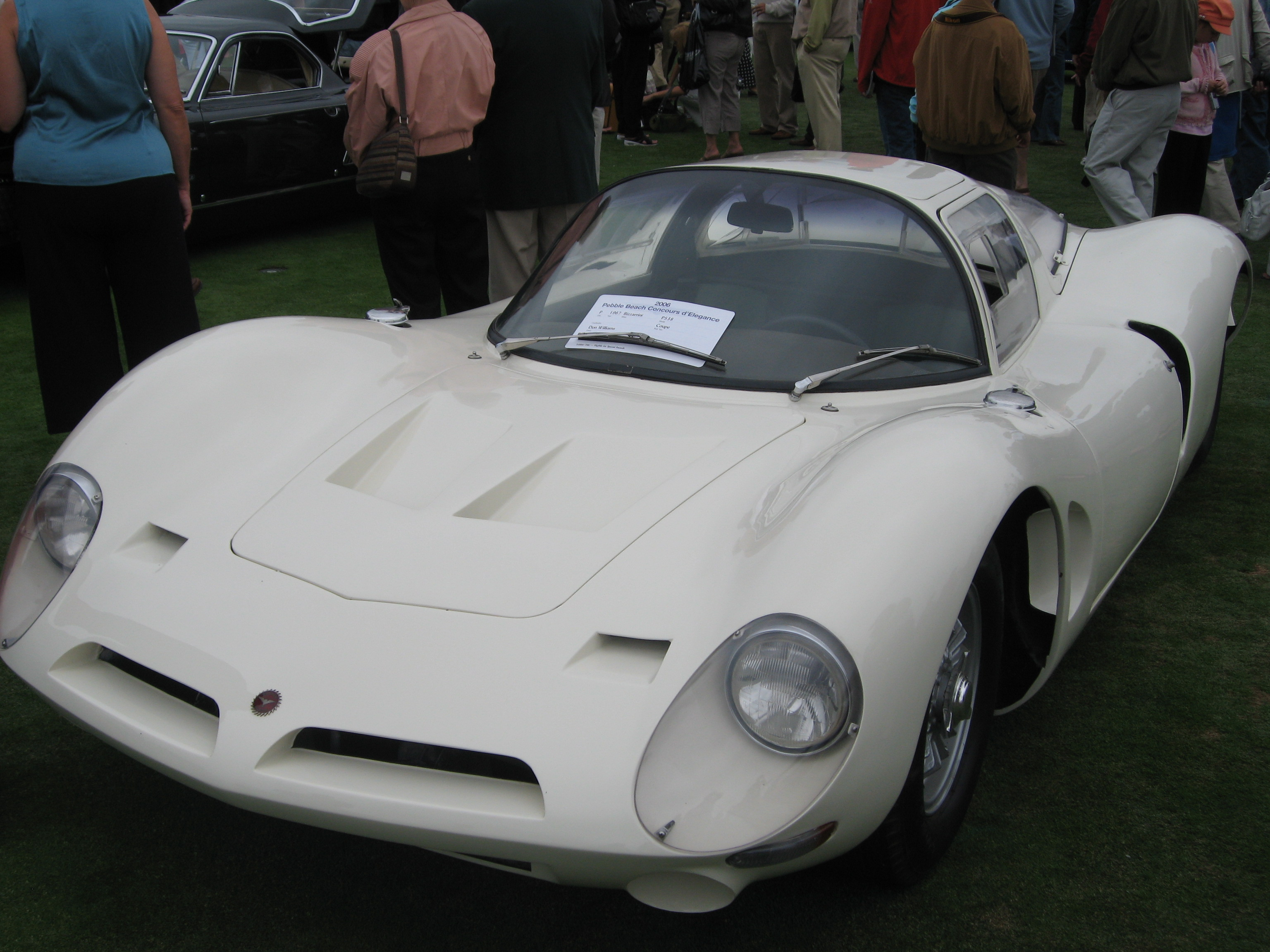
Bizzarrini P 538 Duca d´Aosta

Das vierte Exemplar des Bizzarrini P 538 weicht wesentlich von den vorangegangenen Fahrzeugen ab. Zwar entspricht es in der Technik den herkömmlichen P 538, allerdings mit einer eigenständigen geschlossenen Karosserie mit Flügeltüren. Die Initiative zu diesem Projekt geht auf Amadeus von Savoyen zurück, einen italienischen Adligen, der in Italien mitunter als Fünfter Herzog von Aosta (Duca d’Aosta) bezeichnet wird. Amadeus von Savoyen hatte 1967 Interesse an dem inzwischen mit festem Dach versehenen P 538-003 gezeigt, konnte das niedrige Fahrzeug aber wegen seiner Körpergröße nicht nutzen. Stattdessen bestellte er bei Bizzarrini ein neues Fahrzeug mit höherem, seiner Größe angemessenen Dach. Bizzarrini stellte ein neues Fahrgestell her und versah es mit einer geschlossenen Karosserie, die im Detail stark an den Alfa Romeo Tipo 33 Stradale erinnerte. Das Auto war mit dem 5,3 Liter großen Achtzylinder der Chevrolet Corvette ausgestattet und soll eine Höchstgeschwindigkeit von 327 km/h erreicht haben.
Der Duca D’Aosta wurde unmittelbar vor der Insolvenz Bizzarrinis fertiggestellt. Bizzarrini stellte ihn vor der Übergabe an den Besteller auf dem Turiner Autosalon 1968 öffentlich aus. Amadeus von Savoyen verkaufte das Fahrzeug bereits 1972 an den Florentiner Sammler Marco Paoletti, einen weiteren Angehörigen des italienischen Hochadels, der es 1999 versteigern ließ. 2005 und 2006 wurde der Duca D’Aosta auf Ausstellungen in Pebble Beach gezeigt.

## Motorsportengagement
Im Motorsport blieb der Bizzarrini P 538 bedeutungslos. Zweifelsfrei belegt sind jeweils nur ein Rennen in Europa und eines in den USA im Jahr 1966. 

### Eingruppierung
Der P 538 war ein Sportwagen für Langstreckenrennen. Bizzarrini hatte das Auto auf die Klasse der Prototypen mit mehr als 2 Liter Hubraum zugeschnitten. Dem für 1966 geltenden Reglement entsprechend, war das Auto als offener Zweisitzer gestaltet. In dieser Form war er allerdings nur 1966 legal. Mehrere Regeländerungen führten dazu, dass der P 538 weder 1967 noch 1968 in der Sportwagenweltmeisterschaft an den Start gebracht werden durfte. Ab 1967 war die Klasse der Prototypen für geschlossene Fahrzeuge ausgeschrieben. Bizzarrini rüstete zwar beim 003 ein Kunststoffdach mit Flügeltüren nach, erhielt für diese „Bastel-Berlinetta“ aber keine Starterlaubnis in Le Mans. 1968 beschränkte die Commission Sportive Internationale (CSI) den Hubraum der Prototypen überraschend auf 3,0 Liter. Diese Grenze hielt der P 538 weder mit dem Chevrolet- noch mit dem Lamborghini-Motor ein.

### Die Renneinsätze

#### Bizzarrinis Werksteam
Prototipi Bizzarrini meldete den P 538-003 mit Chevrolet-Motor zum 24-Stunden-Rennen von Le Mans 1966. Fahrer waren Edgar Berney und André Wicky. Das Fahrzeug war erst kurz vor dem Qualifikationstraining fertiggestellt worden und konnte nicht mehr erprobt werden. Der P 538 qualifizierte sich für den 40. Startplatz, während der bewährte GT 5300, den das Werk mit Sam Posey und Massimo Natili einsetzte, als 36. ins Rennen ging. Berney drehte sich bereits am Start in der Boxengasse und kam zunächst entgegen der Fahrtrichtung zum Stehen. Dabei wurde die Radaufhängung beschädigt. Als Grund für den Dreher wird üblicherweise ein Krampf in Berneys rechtem Bein angegeben. Nach der achten Runde kam Berney zur Reparatur in die Box. Bei dem Versuch, die Radaufhängung zu reparieren, setzte ein Mechaniker den Wagenheber am kühlwasserführenden Längsträger an. Dadurch wurde zusätzlich der Rohrrahmen beschädigt, sodass die durch die Rohre verlaufende Kühlflüssigkeit austrat. Das Fahrzeug konnte vor Ort nicht wieder einsatzbereit gemacht werden.
Einer Quelle zufolge meldete Bizzarrini den P 538 dann für Antonio Nieri zu dem am 17. Juli 1966 stattfindenden 500-km-Rennen von Mugello, dem achten Lauf der Sportwagenweltmeisterschaft; eine andere Quelle listet für dieses Rennen stattdessen die Meldung eines Bizzarrini 5300 GT Strada. Das Bizzarrini-Werksteam erschien hier allerdings weder mit dem einen noch mit dem anderen Auto.

#### Gammino Construction
Der mit dem Lamborghini-Motor ausgerüstete P 538-002 wurde im September 1966 vom Team Gammino Construction zu dem im Rahmen der Can-Am-Meisterschaft abgehaltenen Bridgehampton Grand Prix im US-Bundesstaat New York gemeldet. Als Fahrer war Mike Gammino vorgesehen. Er qualifizierte sich für den 37. und letzten Startplatz, startete beim Rennen allerdings nicht. Ein weiterer Rennsporteinsatz von Mike Gamminos P 538-002 ist nicht belegt.

## Nachbauten
Nach der Insolvenz Bizzarrinis im Herbst 1968 entstanden zahlreiche Nachbauten des P 538, die den Originalmodellen in unterschiedlichem Maße entsprechen. Die genaue Zahl der Nachbauten ist unbekannt; sieben Fahrzeuge sind dokumentiert, hinzu kommen Berichte über drei bis zu fünf weitere Nachbauten.

### Nachbauten als Originale?
Einige der Nachbauten erkannte Giotto Bizzarrini als Originalfahrzeuge an. Eine wichtige Rolle im Zusammenhang mit den Nachbauten spielt Salvatore Diomante, der bis zur Insolvenz Bizzarrinis Mitarbeiter gewesen war und dessen Betrieb Autocostruzioni SD im Insolvenzverfahren das gesamte Warenlager Bizzarrinis übernahm. Giotto Bizzarrini arbeitete seitdem als Berater für Diomante. SD Autocostruzioni wurde in den 1970er-Jahren zum maßgeblichen Restaurationsbetrieb für klassische Bizzarrini, außerdem entstanden in Zusammenarbeit von Diomante und Giotto Bizzarrini einige weitere Prototypen, die unter dem Namen Bizzarrini präsentiert wurden. Diomante stellte außerdem im Kundenauftrag Nachbauten des P 538 her, die Bizzarrini ungeachtet ihrer späten Komplettierung als Originalfahrzeuge anerkannte. Ihre Echtheit wird üblicherweise damit begründet, dass in ihnen technische Komponenten verbaut wurden, die Bizzarrini noch vor der Insolvenz 1968 hergestellt hatte. Anfänglich bezog sich das auf komplette Fahrgestelle, später bezog sich die Orignialität auf Rahmenteile oder auf Komponenten, die Diomante mit „Originalwerkzeugen“ nach Bizzarrinis Plänen nachfertigte. Eine weitere Quelle für P-538-Nachbauten war Giotto Bizzarrini selbst. Angesichts der sich abzeichnenden Insolvenz seines Unternehmens hatte er ab Sommer 1968 eine Reihe von Komponenten aus dem Betrieb entfernt, um sie dem Zugriff des Insolvenzverwalters zu entziehen. Angeblich gehörte auch mindestens ein Chassis des P 538 dazu. Angesichts nahezu vollständig fehlender Dokumentationen lässt sich die behauptete Echtheit der verwendeten Komponenten allerdings nicht unabhängig überprüfen. Erschwerend kommt hinzu, dass ein niederländischer Automobilhistoriker, der als Bizzarrini-Experte angesehen wird und der in der Vergangenheit wiederholt als Gutachter herangezogen wurde, mittlerweile im Verdacht steht, falsche Gutachten auszustellen.

### Die Bertolero-Autos
Zwei Nachbauten entstanden 1976 und 1977 für den Turiner Juwelier Luciano Bertolero. Das erste Bertolero-Auto trägt die Fahrgestellnummer P 538-400-001, für das zweite wurde die Fahrgestellnummer P 538 002 erneut verwendet. Beide Autos sind von Giotto Bizzarrini als Originalfahrzeuge anerkannt. Sie stehen seit den frühen 2000er-Jahren in den USA. Die Details zur Entstehungsgeschichte dieser Fahrzeuge sind weitgehend unklar.
- Einer Quelle zufolge hatte Giotto Bizzarrini bereits 1967 begonnen, das Chassis P 538-400-001 mit Lamborghini-Motor bei sich zu Hause – und nicht im Werk in Livorno – aufzubauen, möglicherweise in der Hoffnung, es beim 24-Stunden-Rennen von Le Mans 1967 einzusetzen. Als sich das wegen grundlegender Regeländerungen nicht verwirklichen ließ, sei das Chassis für einige Jahre unkomplettiert geblieben, bevor es für Bertoleros Bestellung reaktiviert worden sei.[38]
- Eine andere Quelle erzählt eine vergleichbare Geschichte für das Chassis 002. Danach hatte Giotto Bizzarrini 1967 begonnen, dieses Chassis aufzubauen; es soll mit einem 3,5 Liter großen Zwölfzylindermotor aus einem Lamborghini 350 GT ausgestattet gewesen sein. Angesichts der bevorstehenden Insolvenz habe Bizzarrini das Chassis 1968 aus dem Werk entfernt und es einige Jahre lang in auseinandergebautem Zustand versteckt. Mitte der 1970er-Jahre sei aus den Einzelteilen dann das Chassis für eines der Bertolero-Autos wieder zusammengebaut worden.[6] Der 002 unterscheidet sich in stilistischen Details vom Originalmodell, unter anderem durch die Form der Kopfstützen und der Windschutzscheiben.[39]

### Der zweite 003
In den 1970er-Jahren bauten Bizzarrini und Diomante für einen monegassischen Kunden einen weiteren P 538 auf, für den erneut die Fahrgestellnummer 003 vergeben wurde. Dieses Auto war anfänglich mit dem Lamborghini-Motor ausgestattet, wurde aber nach einem Eigentümerwechsel in den 1980er-Jahren in Großbritannien auf den Achtzylindermotor von Chevrolet umgerüstet. Das Fahrzeug steht seit 1990 in den USA.

### Das Lavost-Auto
Einen Nachbau mit Chevrolet-Motor gab es in den 1970er-Jahren für Jacques Lavost (P 538 004 Lavost). Einer Quelle zufolge baute Giotto Bizzarrini dieses Fahrzeug in den Grundzügen „bei sich zu Hause“ auf, komplettierte es aber nicht und übergab es Lavost in nicht fahrbereitem Zustand. Die Fertigstellung übernahm Salvatore Diomante, der die Konstruktion „komplett überarbeitete“. Das Lavost-Auto hat inzwischen eine französische Zulassung für den Straßenverkehr.

### Die Morelli-Autos

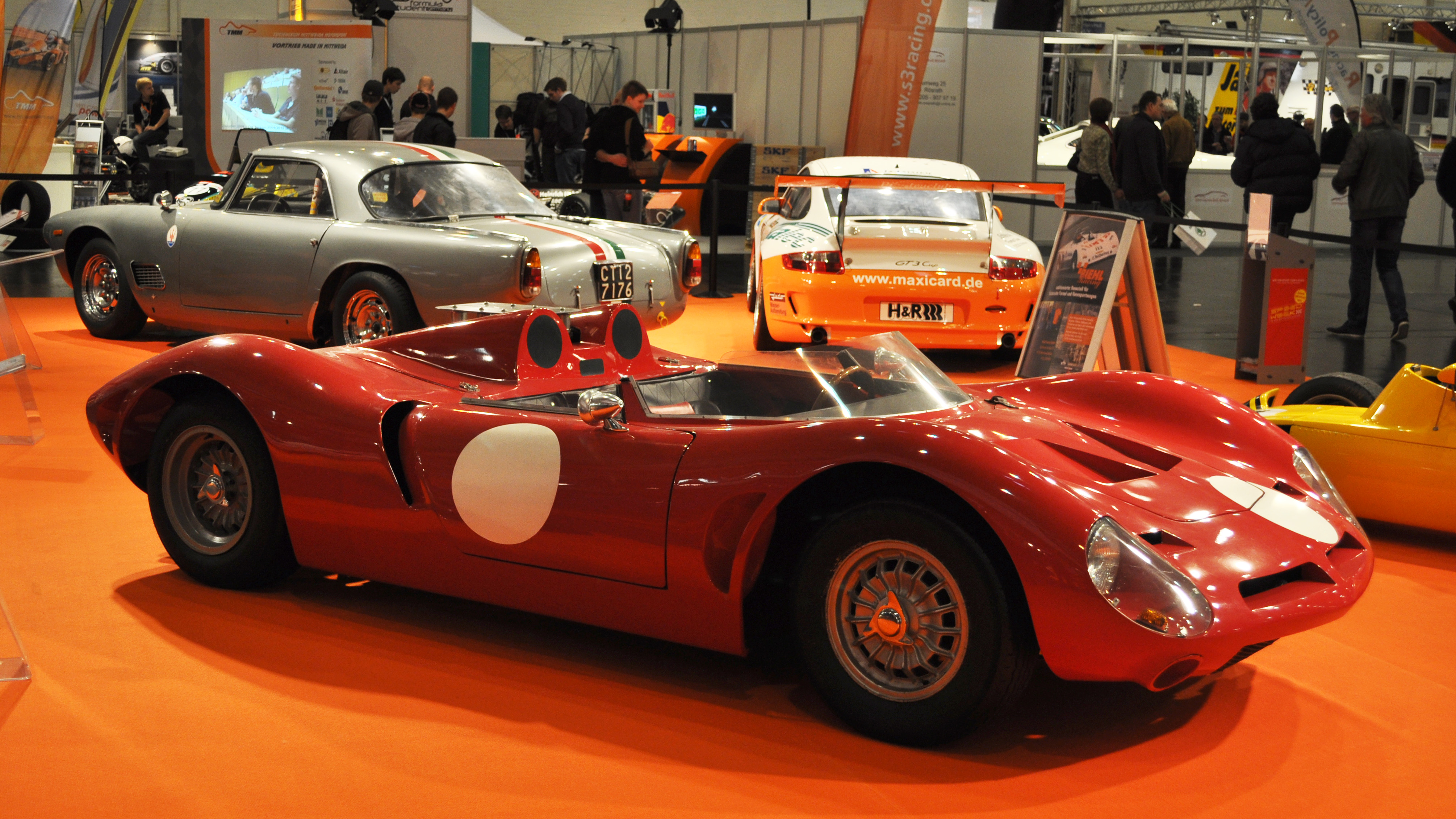
Mit De-Tomaso-Chassis: P-538-Nachbau 538-400-004

Giotto Bizzarrinis ehemaliger Geschäftspartner Andrea Morelli ließ in den 1970er-Jahren zwei Autos im Stil des P 538 aufbauen, die technisch weitgehend eigenständig waren. Inwieweit Salvatore Diomante an der Entstehung dieser Autos beteiligt war, ist nicht abschließend geklärt.

#### P 538-400-004
Ein 1976 hergestellte Nachbau (P 538-400-004) basiert technisch auf dem Fahrgestell eines De Tomaso Pantera und hat wie dieser einen 5,7 Liter großen Ford-Cleveland-Achtzylindermotor. Das Auto wurde 2011 auf der Essen Motor Show zum Verkauf angeboten und 2014 von einem französischen Sammler übernommen.

#### 538 P05: Der Bizzarrini-Porsche
Das ab 1977 aufgebaute Fahrzeug mit der Bezeichnung 538 P05 entfernte sich am weitesten von dem ursprünglichen P 538. Es hatte eine geschlossene Karosserie mit Flügeltüren, die an den Aufbau des Duca d’Aosta von 1968 erinnerte, ihm aber nicht detailgetreu nachempfunden war. Technisch basierte das Auto auf dem Wrack eines Porsche 910 Spyder, das Morelli Mitte der 1970er-Jahre dem Rennfahrer Ennio Bonomelli abgekauft hatte. Inwieweit das Chassis der ursprünglichen Bizzarrini-Konstruktion entsprach oder mit dem des Porsche 910 identisch war, ist unklar; in den offiziellen Papieren wird das Chassis jedenfalls als „Bizzarrini 538 P“ bezeichnet. Als Antrieb hatte der Wagen einen 2,7 Liter großen Sechszylindermotor aus dem Porsche 911, dessen Leistung 210 PS betrug. Eine Quelle gibt an, ein namentlich nicht benannter schwedischer Rennfahrer habe das Auto in den 1980er-Jahren bei einigen Rennen an den Start gebracht, bevor es der Rennfahrer Rafael Zapellini übernahm. 1989 wurde das Auto auseinandergenommen; die Karosserie wurde zehn Jahre später separat verkauft.

### Der P538 P06
Ein sechster Nachbau entstand in den 1970er-Jahren angeblich auf einem Originalchassis, das vor Bizzarrinis Insolvenz aufgebaut worden ist. Details zur Motorisierung sind nicht bekannt. Auftraggeber war ein Kunde, der sich das Auto auf die Kanarischen Inseln liefern ließ.

## 2009: Ein neuer Bizzarrini P 538

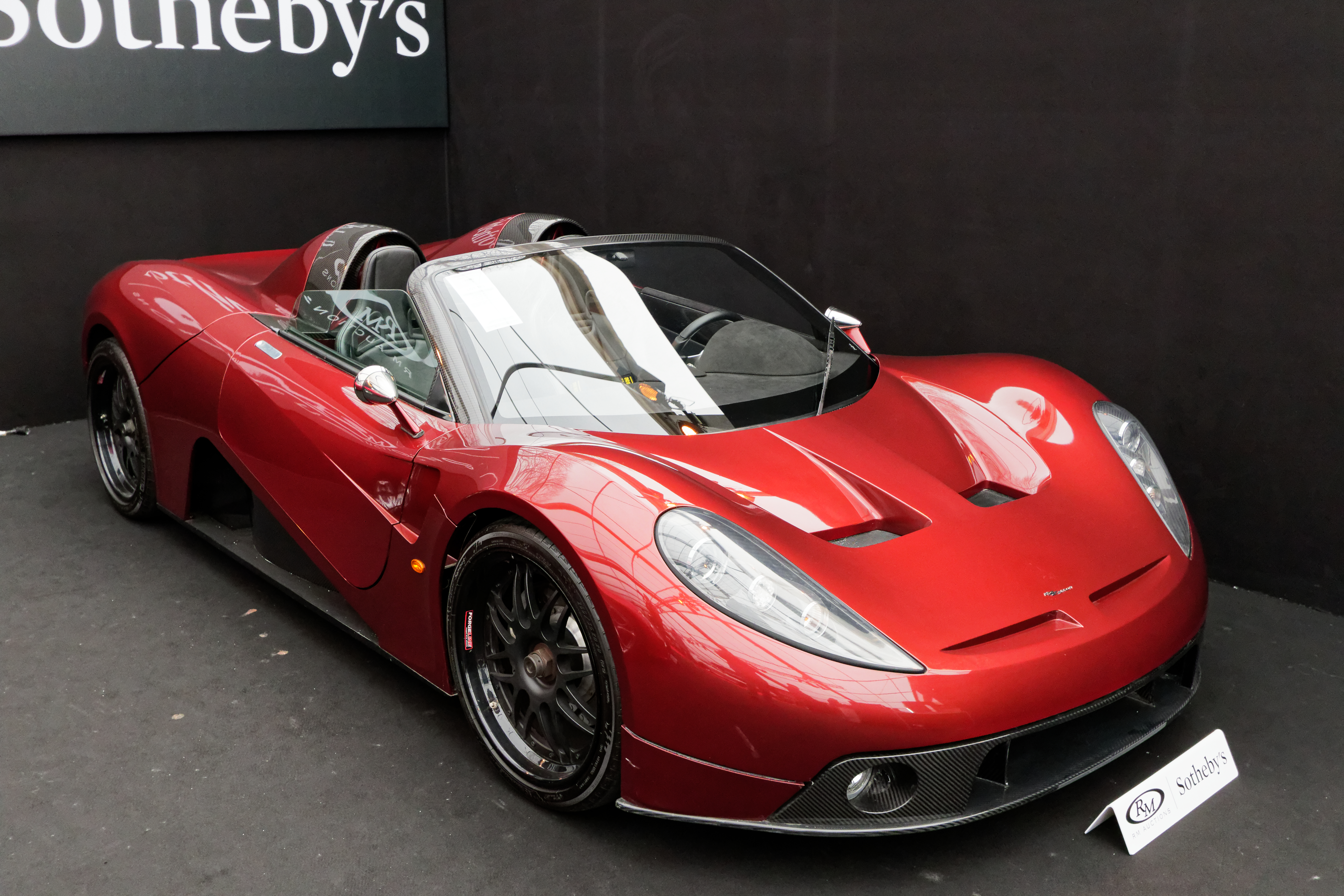
Magnate P708 (ehemals Bizzarrini P 538)

2009 erschien die Bezeichnung Bizzarrini P 538 erneut bei einem Sportwagen. Es war ein Projekt, das der US-amerikanische Rennwagenkonstrukteur Galmer Engineering 2005 initiiert hatte. Das Auto, dessen Einzelteile in Thailand gebaut werden sollten und das in den USA als Bausatz angeboten werden sollte, trug anfänglich die Bezeichnung Galmer Arbitrage GT. Um dem Wagen ein höheres Prestige zu verleihen, entwickelte Galmer zusammen mit dem deutschen Designer Stefan Schulze die Idee, ihn mit veränderter Karosserie als Neuauflage eines klassischen europäischen Sportwagens zu vermarkten. Anfängliche Überlegungen waren darauf gerichtet, den Galmer als eine neue Version des in den USA sehr bekannten De Tomaso Pantera zu deklarieren. Dieser Ansatz scheiterte, weil mit De Tomaso keine Einigung über die Namensrechte erzielt werden konnte. Stattdessen erwarb Galmer von Giotto Bizzarrini die Rechte an der Nutzung der Bezeichnung Bizzarrini P 538. Eine Beteiligung Giotto Bizzarrinis an der Konstruktion wird in unterschiedlichen Quellen suggeriert oder vermutet; der Designer Stefan Schulze bestätigt das allerdings nicht. Der nicht fahrbereite Wagen wurde 2009 auf der Motor Expo in Bangkok als Bizzarrini P 538 ausgestellt. Kurz darauf verlor Galmer nach einer Auseinandersetzung mit Giotto Bizzarrini die Namensrechte wieder. Daraufhin erhielt das Auto die Bezeichnung Magnate P 708, die es nach wie vor trägt. Bis 2019 kam keine Serienproduktion zustande. Der Magnate P 708 ist ein Einzelstück, das mittlerweile durch mehrere Hände gegangen ist. Im Februar 2018 wurde er auf einer Auktion in Paris zum Verkauf angeboten, fand aber keinen Abnehmer.